# Unconquered
Unconquered (Brasil: Os Inconquistáveis / Portugal: Inconquistáveis) é um filme estadunidense de 1947, do gênero faroeste, dirigido por Cecil B. DeMille e estrelado por Gary Cooper e Paulette Goddard, a atriz favorita do diretor na década de 1940. Tudo é superlativo nesta produção que traz DeMille em todo seu esplendor: o filme foi o mais longo do ano (146 minutos), o de filmagem mais demorada (102 dias), e o de maior orçamento (cinco milhões de dólares, uma fortuna na época). Além disso, trinta extras foram parar no hospital durante os ensaios para o clímax, o cerco de um forte com flechas incendiárias e granadas. Ao fim e ao cabo, de mais significativo faroeste do diretor a raso e apático, a crítica ficou dividida, mas o público compareceu em massa.
Paulette Goddard sofria tanto (vendida como escrava em leilão, enfrentando a correnteza de um rio em uma canoa, escapando de uma estaca de tortura, tomando banho em barril etc), que alguns engraçadinhos em Hollywood apelidaram o filme de "Os Perigos de Paulette", numa óbvia alusão tanto ao longa-metragem The Perils of Pauline, lançado no mesmo ano, quanto ao seriado do mesmo nome, de 1914.
Unconquered recebeu uma indicação ao Oscar, na categoria de Efeitos Especiais e foi o último filme de Gary Cooper na Paramount Pictures, depois de vinte anos no estúdio.

## Sinopse
Condenada à morte por um crime que não cometeu, na Inglaterra da segunda metade do século XVIII, Abby Hale acaba comprada como escrava pelo capitão Christopher Holden em Norfolk, na Virgínia. Abby é desejada pelo vilão Garth, que vende armas para os índios e conspira com dezoito nações indígenas para varrer do mapa todas as colônias em solo norte-americano. Garth consegue que o capitão seja preso como traidor, porém Abby ajuda-o a escapar. Enquanto se apaixonam, os dois têm de vencer muitos obstáculos e perigos, até o final, quando tentam impedir o massacre de um forte.

## Elenco
| Ator/Atriz        | Personagem                                |
| ----------------- | ----------------------------------------- |
| Gary Cooper       | Capitão Christopher Holden                |
| Paulette Goddard  | Abby Hale                                 |
| Howard Da Silva   | Garth                                     |
| Boris Karloff     | Guyasuta, chefe índio                     |
| Cecil Kellaway    | Jeremy Love                               |
| Ward Bond         | John Fraser                               |
| Virginia Campbell | Esposa de John Fraser                     |
| Katherine DeMille | Hannah                                    |
| Henry Wilcoxon    | Capitão Steele                            |
| C. Aubrey Smith   | Juiz                                      |
| Lane Chandler     | Membro da Corte Marcial (não-creditado)   |
| Al Ferguson       | Estrela de londres (não-creditado)        |
| Francis Ford      | Homem no telhado do forte (não-creditado) |
| Crauford Kent     | Capelão (não-creditado)                   |
| Noble Johnson     | Não-creditado                             |

## Principais premiações
| Prêmio | Categoria                  | Situação |
| ------ | -------------------------- | -------- |
| Oscar  | Melhores Efeitos Especiais | Indicado |